# Tahitótfalu
Tahitótfalu är en ort i Ungern.   Den ligger i provinsen Pest, i den nordvästra delen av landet, 28 km norr om huvudstaden Budapest. Tahitótfalu ligger 103 meter över havet och antalet invånare är 4 677.
Terrängen runt Tahitótfalu är kuperad åt nordväst, men åt sydost är den platt. Runt Tahitótfalu är det tätbefolkat, med 476 invånare per kvadratkilometer. Närmaste större samhälle är Vác, 3,9 km nordost om Tahitótfalu. Runt Tahitótfalu är det i huvudsak tätbebyggt.